# Castiglione del Genovesi
Castiglione del Genovesi è un comune italiano di 1 275 abitanti della provincia di Salerno in Campania.

## Geografia fisica
Dal paese si può godere di un paesaggio della città di Salerno, con la quale confina territorialmente ed anche della costiera amalfitana.
Il centro abitato è situato ai piedi del monte Monna (1195 m s.l.m.).
- Classificazione sismica: zona 2 (sismicità media), Ordinanza PCM. 3274 del 20/03/2003.

## Storia
Come la maggior parte dei paesi della zona dei Picentini, Castiglione deve le sue origini alla distruzione di Picentia intorno all'anno 88 a.C. ad opera dei Romani, che provocò la dispersione dei suoi abitanti nei territori circostanti. I vari centri che si crearono divennero, nel corso del medioevo longobardo, distretti amministrativi detti gastaldati, prima di divenire, sotto il dominio normanno, contee e baronie.
Il paese trae la sua attuale denominazione dal nome del filosofo ed economista Antonio Genovesi, che qui ebbe i suoi natali nel 1713.
Dal 1811 al 1860 ha fatto parte del circondario di San Cipriano, appartenente al Distretto di Salerno del Regno delle Due Sicilie.
Il nome Castiglione suggerisce la presenza passata di una fortificazione, probabilmente facente parte della rete difensiva longobarda che nell'alto medioevo riguardava i vari paesi dei Monti Picentini. 
Fino al 1862 era denominato Castiglione. Il nome venne mutato con regio decreto 23 ottobre 1862, n. 935.
Dal 1860 al 1927, durante il Regno d'Italia, ha fatto parte del mandamento di San Cipriano, appartenente al Circondario di Salerno.

### Simboli
I tre colli con torri rappresentati all'interno dello stemma del comune simboleggiano rispettivamente i tre monti che circondano il comune: il Monna, il Montecchia ed il Tubenna.
Il gonfalone è un drappo di bianco.

## Monumenti e luoghi d'interesse
- Casa natale di Antonio Genovesi.
- Abbazia di Maria Santissima del monte Tubenna.
- Cappella di San Vito, con affreschi di Giovanni Luce.
- Chiesa di Maria Santissima del Rosario, in stile romanico.

## Società

### Evoluzione demografica
Abitanti censiti

### Etnie e minoranze straniere
Al 1º gennaio 2013 a Castiglione del Genovesi risultano residenti 84 cittadini stranieri. La comunità straniera più numerosa è quella proveniente dalla Romania con il 71,4% di tutti gli stranieri presenti sul territorio.

### Religione
La maggioranza della popolazione è di religione cristiana di rito cattolico; il comune appartiene alla forania S. Cipriano Picentino - Giffoni Valle Piana - Giffoni Sei Casali dell'arcidiocesi di Salerno-Campagna-Acerno, con due parrocchie:
- San Michele Arcangelo
- San Bernandino

## Geografia antropica
In base al sito ufficiale del comune e in base all ultimo Censimento Generale della Popolazione e delle Abitazioni, i quartieri sono:
- Rione Casa della Calce;
- Rione Fontanone;
- Rione Genovesi;
- Rione Pizzi;
- Madonnelle;
- Rosa;
- Serra;
- Serroni;
- Zana.

## Infrastrutture e trasporti

### Principali arterie stradali
- Strada Provinciale 24/b Bivio Gaiano-Castiglione del Genovesi-S.Cipriano Picentino.
- Strada Provinciale 105 Bivio Castiglione del Genovesi-S.Mango Piemonte.
- Uscita autostradale di San Mango Piemonte sulla A2 Salerno-Reggio Calabria;

## Amministrazione
| Periodo        | Periodo        | Primo cittadino             | Partito                 | Carica  | Note |
| -------------- | -------------- | --------------------------- | ----------------------- | ------- | ---- |
| 1975           | 1980           | Alberto Vitolo              | DC                      | Sindaco |      |
| 1980           | 28 giugno 1985 | Alberto Vitolo              | DC                      | Sindaco |      |
| 28 giugno 1985 | 6 giugno 1990  | Alberto Vitolo              | DC                      | Sindaco |      |
| 6 giugno 1990  | 24 aprile 1995 | Alberto Vitolo              | DC                      | Sindaco |      |
| 23 aprile 1995 | 14 giugno 1999 | Alberto Vitolo              | Insieme per Castiglione | Sindaco |      |
| 14 giugno 1999 | 6 maggio 2004  | Alberto Vitolo              | Insieme per Castiglione | Sindaco |      |
| 14 giugno 2004 | 7 giugno 2009  | Mario Camillo Sorgente      | Noi per Castiglione     | Sindaco |      |
| 7 giugno 2009  | 26 maggio 2014 | Mario Camillo Sorgente      | Insieme per Castiglione | Sindaco |      |
| 26 maggio 2014 | 27 maggio 2019 | Generoso Matteo Bottigliero | Uniti per Castiglione   | Sindaco |      |
| 27 maggio 2019 | in carica      | Generoso Matteo Bottigliero | Uniti per Castiglione   | Sindaco |      |

### Altre informazioni amministrative
Il comune fa parte della Comunità montana Monti Picentini.
Le competenze in materia di difesa del suolo sono delegate dalla Campania all'Autorità di bacino regionale Destra Sele.
Per quel che riguarda la gestione dell'irrigazione e del miglioramento fondiario, l'ente competente è il Consorzio di bonifica in Destra del fiume Sele.

## Curiosità
- La strada provinciale che da San Mango porta a Castiglione è denominata "Pistelli". Questo è un fitonimo derivato da pali "Pestelli" di legno che, conficcati nel terreno, segnavano i confini tra i terreni dei diversi proprietari e, nel caso specifico di Castiglione, fra i privati e le terre comunali (de super capite comunalium como ipse pestellum decernit).[7]